# ألمانيا للتجارة والاستثمار
شركة ألمانيا للتجارة والاستثمار (بالألمانية: Standortmarketing mbH (GTAI) Gesellschaft für Außenwirtschaft und) تعتبر الشركة الخليفة للمكتب الألماني للتجارة الخارجية (bfai) منذ 1 يناير 2009، هي شركة ذات مسؤولية محدودة ( GMBH ) مملوكة بالكامل للحكومة الفيدرالية لألمانيا ؛ وهي تابعة لوزارة الشؤون الاقتصادية والطاقة الفيدرالية. تضم الشركة حاليًا أكثر من 400 موظف، بما في ذلك أكثر من 80 موظفًا في الخارج. الشركاء المهمون للمنظمة هم غرفة التجارة والصناعة، وبنك التنمية الألماني ، والمؤسسة الألمانية للتعاون الدولي ، والحكومة الفيدرالية ووزاراتها.

## أنظر أيضاً
- الشركات المملوكة للدولة في ألمانيا

## روابط خارجية
- ألمانيا التجارة والاستثمار
- اي اكس بي او اس

## الأدب
- وينفريد كاسولك: Die Bundesstelle für Außenhandelsinformation. بولدت فيرلاج، بون 1971، ISBN 3-87086-037-5 .
- فولفغانغ رامستيك: هيكلية البنية التحتية الألمانية والبريطانية في عصر العولمة: عوامل التدفق الحكومي والمساهمين. في: Außenwirtschaft. المجلد 64، لا. 3، 2009، ص 223-251.
- مارك لينفيلد، د. روبرت هيرمان، د. هانز بيتر حسين: التجارة والاستثمار في ألمانيا - Wirtschaftsförderung im Internationalen Wettbewerb. في: Erfolgreiche Wirtschaftsförderung. إريك شميدت فيرلاغ، برلين 2015، ISBN 978-3-503-16505-6 .